# Виргуза
Виргуза (устар. Вергуза) — небольшая река в России, протекает по Ивановской области. Устье реки находится 0,8 км по правому берегу реки Чернавка. Исток реки — заболоченный овраг западнее населённого пункта Залесье Ивановского района Ивановской области. Длина 13 км. Не судоходна. На реке сооружено Ново-Талицкое водохранилище.
На реке находится село Ново-Талицы.
Основные притоки: Чернавка (лв), Духонинка (лв), Вергуза (пр) (другое название — Колоша).
В XIX веке современная Вирзуга считалась двумя реками: ниже Ново-Талиц она носила название Колошня, а выше — Чернава (Чернавка). Гидроним «Вергуза» применялся к ныне официально безымянному правому притоку, берущему начало южнее Ново-Талиц (согласно Плану Генерального Межевания в XVIII веке носившему название Колоша).

## Данные водного реестра
По данным государственного водного реестра России относится к Окскому бассейновому округу, водохозяйственный участок реки — Уводь от истока и до устья, речной подбассейн реки — Бассейны притоков Оки от Мокши до впадения в Волгу. Речной бассейн реки — Ока.
Код объекта в государственном водном реестре — 09010301012110000033007.